# تحريات باركر بين
تحريات باركر بين (بالإنجليزية: Parker Pyne Investigates)‏، هي مجموعة قصص قصيرة كتبتها أجاثا كريستي ونُشِرَت لأول مرة في نوفمبر 1934 وتضم هذه المجموعة اثني عشر قصة لباركر بين، الكتاب يضم أيضًا أول ظهور لأريادني أوليفر والآنسة ليمون وكلاهما سوف يظهران مع هيركيول بوارو في وقت لاحق.

## القصص[1]
- زوجة في وسط العمر (بالإنجليزية: The Case of the Middle-aged Wife)
- قضية الجندي السَّنِم (بالإنجليزية: The Case of the Discontented Soldier)
- قضية السيدة الحزينة (بالإنجليزية: The Case of the Distressed Lady)
- قضية الزوج المحبط (بالإنجليزية: The Case of the Discontented Husband)
- قضية موظف المدينة (بالإنجليزية: The Case of the City Clerk)
- قضية المرأة الغنية (بالإنجليزية: The Case of the Rich Woman)
- هل حصلت على كل ما تريد؟ (بالإنجليزية: Have You Got Everything You Want?)
- بوابة بغداد (بالإنجليزية: The Gate of Baghdad)
- بيت في شيراز (بالإنجليزية: The House at Shiraz)
- ثمن اللؤلؤة (بالإنجليزية: The Pearl of Price)
- موت على النيل (بالإنجليزية: Death on the Nile)
- قضية دلفي (بالإنجليزية: The Oracle at Delphi)